# Judolia japonica
Judolia japonica là một loài bọ cánh cứng trong họ Cerambycidae.